# 珀西·塔烏
珀西·塔烏（英語：Percy Tau，1994年5月13日—），是一名南非職業足球員，現效力埃及足球甲級聯賽球隊阿赫利。

## 榮譽
馬姆洛迪辛當斯
- 南非足球超級聯賽冠軍 : 2013–14, 2017–18
- 非洲聯賽冠軍盃冠軍 : 2016
- 非洲超級盃冠軍 : 2017

布魯日
- 比利時職業聯賽冠軍 : 2019–20[3]

阿赫利
- 埃及足球甲級聯賽冠軍 : 2022–23
- 非洲超級盃冠軍 : 2021[4]
- 埃及超級盃冠軍 : 2021–22, 2022–23, 2023–24
- 非洲聯賽冠軍盃冠軍 : 2022–23
- 國際足總俱樂部世界盃季軍 : 2021, 2023